# Ziemia Króla Fryderyka IX
Ziemia Króla Fryderyka IX (duń. Kong Frederik IX Land) – region Grenlandii w południowo-środkowej części jej zachodniego wybrzeża, nad Cieśniną Davisa.
Ziemia ta obejmuje duży fragment wybrzeża wyspy nie pokryty przez lodowce; jest to wybrzeże fiordowe, pocięte licznymi zatokami. Obejmuje ją gmina Qeqqata, leży w niej miasto Kangerlussuaq (nad fiordem o tej samej nazwie) z największym portem lotniczym Grenlandii. Ziemia ta została nazwana na cześć Fryderyka IX, króla Danii.